# 음성 미타사 마애여래입상
음성 미타사 마애여래입상(陰城 彌陀寺 磨崖如來立像)은 충청북도 음성군 소이면 비산리, 미타사에 있는 고려시대의 마애불이다. 1982년 12월 17일 충청북도의 유형문화재 제130호로 지정되었다.

## 개요
자연 암벽을 이용하여 불신을 도드라지게 새겼는데, 머리와 어깨 부분을 깊이 새겨 상반신의 입체감을 부각시켰다. 전체 높이 4.05m이며 민머리 위에 있는 상투 모양의 높은 머리묶음, 부피있는 네모난 얼굴, 눈·코·입의 처리 등에서 형식화가 뚜렷이 진행되고 있다.
옷은 왼쪽 어깨에만 걸치고 주름은 사선으로 흐르고 있다. 오른손은 밑으로 내렸고, 왼손은 들어 가슴 앞에 댄 모습으로 당시 불상 양식을 잘 표현하고 있다.
평판적인 신체, 직선적인 윤곽, 여기에 얇게 빚은 듯한 계단식 옷주름, 옷자락 등에서 통일신라 후기 거구의 불상양식을 계승한 고려 중기의 작품으로 추정된다.